# Октанейтрон
Октанейтрон — гипотетическая стабильная (или относительно долгоживущая) частица, состоящая из восьми нейтронов.
В 2013 году о возможном наблюдении октанейтрона при кластерном распаде калифорния-252 заявили российские учёные из Томского политехнического университета:
{\displaystyle {\ce {^{252}_{98}{Cf}\to _{98}^{244}{Cf}+8n}}}
Вероятность такого типа кластерного распада была оценена в 1,74⋅10−6 от вероятности α-распада.
Однако, по данным армянских физиков из Ереванского физического института, вероятность такого распада не более 0,5⋅10−6 от вероятности α-распада.
Также, возможно, октанейтрон наблюдался при поисках тёмной материи в эксперименте CDMS II.